# Championnats d'Afrique de lutte 2025
Navigation
2024 2026
Les championnats d'Afrique de lutte 2025 se déroulent du 29 avril au 4 mai 2025 à la Salle Mohammed-V à Casablanca, au Maroc.

## Calendrier
Le calendrier de la compétition est le suivant  : 
| Épreuve↓/Date (avril/mai 2025) → | Mar 29 | Mer 30 | Jeu 01 | Ven 02 | Sam 03 | Dim 04 |
| -------------------------------- | ------ | ------ | ------ | ------ | ------ | ------ |
| Cadets                           |        |        |        |        |        |        |
| Lutte féminine                   | x      | x      |        |        |        |        |
| Lutte gréco-romaine              | x      |        |        |        |        |        |
| Lutte libre                      |        | x      |        |        |        |        |
| Juniors                          |        |        |        |        |        |        |
| Lutte féminine                   |        |        | x      | x      |        |        |
| Lutte gréco-romaine              | x      |        |        |        |        |        |
| Lutte libre                      |        | x      |        |        |        |        |
| Seniors                          |        |        |        |        |        |        |
| Lutte féminine                   |        |        |        |        | x      | x      |
| Lutte gréco-romaine              | x      |        |        |        |        |        |
| Lutte libre                      |        | x      |        |        |        |        |

## Podiums seniors

### Hommes

#### Lutte libre
| Épreuves | Or                                           | Argent                                           | Bronze                                             |
| -------- | -------------------------------------------- | ------------------------------------------------ | -------------------------------------------------- |
| 57 kg    | Diamantino Iuna Fafé (GBS)                   | Salah Eddine Kateb (ALG)                         | Omar Faye (SEN)                                    |
| 57 kg    | Diamantino Iuna Fafé (GBS)                   | Salah Eddine Kateb (ALG)                         | Roland Tambi Nforsong (CMR)                        |
| 61 kg    | Hassan Mohamed Elsahat Mohamed Elsayed (EGY) | Didier Awene Diatta (SEN)                        | Khalil Barkouti (TUN)                              |
| 61 kg    | Hassan Mohamed Elsahat Mohamed Elsayed (EGY) | Didier Awene Diatta (SEN)                        | Radouane Sissaoui (ALG)                            |
| 65 kg    | Stephen Simon Izolo (NGA)                    | Farouk Jelassi (TUN)                             | Said Ibrahim Said Elgahsh (EGY)                    |
| 65 kg    | Stephen Simon Izolo (NGA)                    | Farouk Jelassi (TUN)                             | Wotna Cana Ndoc (GBS)                              |
| 70 kg    | Khariddine Ben Tlili (TUN)                   | Mohamed Elsayed Sabri Mohamed Ahmed (EGY)        | Tope Joshua Adebayo (NGA)                          |
| 70 kg    | Khariddine Ben Tlili (TUN)                   | Mohamed Elsayed Sabri Mohamed Ahmed (EGY)        | Gabriel Muanda Muanda (COD)                        |
| 74 kg    | Omar Mohamed Amin Mahmoud Mourad (EGY)       | Saad Bouguerra (ALG)                             | Caetano Antonio Sa (GBS)                           |
| 74 kg    | Omar Mohamed Amin Mahmoud Mourad (EGY)       | Saad Bouguerra (ALG)                             | Ebierelayefa Allison Andrew (NGA)                  |
| 79 kg    | Abdelkader Ikkal (ALG)                       | Mohammed Amine Bouazouni (MAR)                   | Andy Kabeya Mukendi (COD)                          |
| 79 kg    | Abdelkader Ikkal (ALG)                       | Mohammed Amine Bouazouni (MAR)                   | Mbaye Diop (SEN)                                   |
| 86 kg    | Ahmed Khaled Mohamed Mahmoud (EGY)           | Siny Sembene (SEN)                               | Houssem Oucif (ALG)                                |
| 86 kg    | Ahmed Khaled Mohamed Mahmoud (EGY)           | Siny Sembene (SEN)                               | Matteo Alcidio Louis Monteiro Furtado Tresse (CPV) |
| 92 kg    | Cédric Abossolo (CMR)                        | Ebikeme Oyobi Newlife (NGA)                      | Mohamed Adel Abdelsattar Mohamed Ahmed (EGY)       |
| 97 kg    | Abdelrahman Haitham Mohamed Sheyatan (EGY)   | Gino Intchala (GBS)                              | Barthelemy Tshosha Tshosha (COD)                   |
| 125 kg   | Oussama Assad (MAR)                          | Youssef Mohamed Ibrahim Youssef Aboudawaba (EGY) | Issah Fuseini (GHA)                                |

#### Lutte gréco-romaine
| Épreuves | Or                                            | Argent                                         | Bronze                           |
| -------- | --------------------------------------------- | ---------------------------------------------- | -------------------------------- |
| 55 kg    | Ahmed Hany Ahmed Aly (EGY)                    | Adem Lamloum (TUN)                             | Ayoub Sbete (MAR)                |
| 60 kg    | Ahmed Shaban (EGY)                            | Mouad Jahid (MAR)                              | Rabby Kilonga Kilandi (COD)      |
| 63 kg    | Mohamed Yacine Dridi (ALG)                    | Youssef Abdelwahed Moustafa Mohamed (EGY)      | Mouncif Mesrour (MAR)            |
| 67 kg    | Mohamed Hassan Ahmed Mohamed Abdelrehim (EGY) | Ishak Ghaiou (ALG)                             | Oussama Nasr (TUN)               |
| 72 kg    | Mohamed Shaaban Elsayed Shaaban Ibrahim (EGY) | Abdelmalek Merabet (ALG)                       | Walid Talbi (MAR)                |
| 72 kg    | Mohamed Shaaban Elsayed Shaaban Ibrahim (EGY) | Abdelmalek Merabet (ALG)                       | Yamine Atchiba (BEN)             |
| 77 kg    | Yehia Mohamed Yehia Abdelkader (EGY)          | Radhwen Tarhouni (TUN)                         | Souhaib Khdar (MAR)              |
| 82 kg    | Abd Elkrim Ouakali (ALG)                      | Mohamed Elkasem Elsayed Ahmed Saied Dyab (EGY) | Elias Chiguer (MAR)              |
| 87 kg    | Bachir Sid Azara (ALG)                        | Mahmoud Walid Abdelfattah Ibrahim (EGY)        | Wadii Oualal (MAR)               |
| 97 kg    | Mohamed Ali Elsayed Gabr (EGY)                | Hamza Boumadiene (MAR)                         | Barthelemy Tshosha Tshosha (COD) |
| 130 kg   | Abdellatif Mohamed Ahmed Mohamed (EGY)        | Wissam Kouainso (MAR)                          | Issah Fuseini (GHA)              |

### Femmes
| Épreuves | Or                               | Argent                                 | Bronze                                         |
| -------- | -------------------------------- | -------------------------------------- | ---------------------------------------------- |
| 50 kg    | Miesinnei Mercy Genesis (NGA)    | Cheima Chebila (ALG)                   | Malak Ahmed Mohamed Hassan Mohamed Ahmed (EGY) |
| 53 kg    | Christianah Ogunsanya (pl) (NGA) | Nogona Céline-Josée Bakayoko (CIV)     | Chahrazed Ayachi (pl) (TUN)                    |
| 53 kg    | Christianah Ogunsanya (pl) (NGA) | Nogona Céline-Josée Bakayoko (CIV)     | Sama Walid Ahmed Mahmoud (EGY)                 |
| 55 kg    | Adijat Avorshai Idris (NGA)      | Achouak Djamila Tekouk (ALG)           | Lobna Ichaoui (TUN)                            |
| 57 kg    | Chaimaa Fouzia Aouissi (ALG)     | Chaima Dahi (TUN)                      | Mamy Niaina Nathalie Rasoanomenjanahary (MAD)  |
| 59 kg    | Jumoke Bukola Adekoye (NGA)      | Rahma Magdy Hosafy Bediwy (EGY)        | Chahd Jeljeli (TUN)                            |
| 62 kg    | Esther Kolawole (NGA)            | Farah Ali Hamada Mohamed Hussein (EGY) | Nawel Bahloul (ALG)                            |
| 65 kg    | Ebipatei Mughenbofa (NGA)        | Cara Linda du Plessis (RSA)            | Mouda Badawi Hamed Ahmed Hamdoun (EGY)         |
| 65 kg    | Ebipatei Mughenbofa (NGA)        | Cara Linda du Plessis (RSA)            | Lec Hej Marlyne Ande (CAF)                     |
| 68 kg    | Hannah Amuchechi Rueben (NGA)    | Mariam Nasr Mosbeh Nasbah (EGY)        | Saadia Et Tammar (MAR)                         |
| 72 kg    | Ebi Biogos (NGA)                 | Yasmine Bouregba (ALG)                 | Rosie Kabeya Tabora (COD)                      |
| 76 kg    | Damola Hannah Ojo (NGA)          | Amy Youin (CIV)                        | Rayhana Benrezik (MAR)                         |

## Tableau des médailles
- Pays organisateur ( Maroc)

| Rang  | Nation | Or | Argent | Bronze | Total |
| ----- | ------ | -- | ------ | ------ | ----- |
| 1     | Maroc  | 0  | 0      | 0      | 0     |
| 2     |        | 0  | 0      | 0      | 0     |
| Total | Total  | 0  | 0      | 0      | 0     |